# Neorealismo pittorico
Il neorealismo pittorico è stata la corrente artistica che, nel secondo dopoguerra italiano, riferendosi ideologicamente nella forma e nel contenuto al realismo socialista, si riproponeva la creazione in pittura di espressioni artistiche aderenti alla realtà e comprensibili alle classi popolari.

Renato Guttuso

L'impressionismo negli anni '20 di Paul Cézanne, Pablo Picasso e il cubismo dopo il 1945, furono gli ispiratori dei pittori neorealisti riuniti nel Fronte nuovo delle arti accomunati dalla comune «esigenza d'esprimere la realtà attraverso il rinnovamento del linguaggio».
Maggiore esponente dal 1949 del neorealismo pittorico fu Renato Guttuso (1911-1987) che fu tra i fondatori del Fronte nuovo delle arti. Altri autori del Neorealismo pittorico furono:
- Renato Birolli
- Bruno Cassinari
- Antonio Corpora
- Ennio Morlotti
- Armando Pizzinato
- Anna Salvatore
- Giuseppe Santomaso
- Aligi Sassu
- Giulio Turcato
- Emilio Vedova
- Filiberto Sbardella.